# Casa Danzante
La Casa Danzante (en checo: Tančící dům) es el nombre con el que se conoce habitualmente el edificio de Nationale-Nederlanden en el Rašínovo nábřeží de Praga (República Checa). Fue diseñado por el arquitecto croata-checo Vlado Milunić en cooperación con el arquitecto canadiense-estadounidense Frank Gehry y construido en una parcela vacía frente al río Moldava. El edificio fue diseñado en 1992 y su construcción, llevada a cabo por BESIX, se completó cuatro años más tarde, en 1996.
Gehry llamó originalmente al edificio Ginger and Fred en honor a Ginger Rogers y Fred Astaire —su forma recuerda a una pareja de bailarines—, pero el nombre Ginger & Fred ahora se usa principalmente para referirse al restaurante situado en la séptima planta del Dancing House Hotel. El propio Gehry descartó posteriormente su idea, dado que «tenía miedo de importar el kitsch estadounidense de Hollywood a Praga».

## Historia

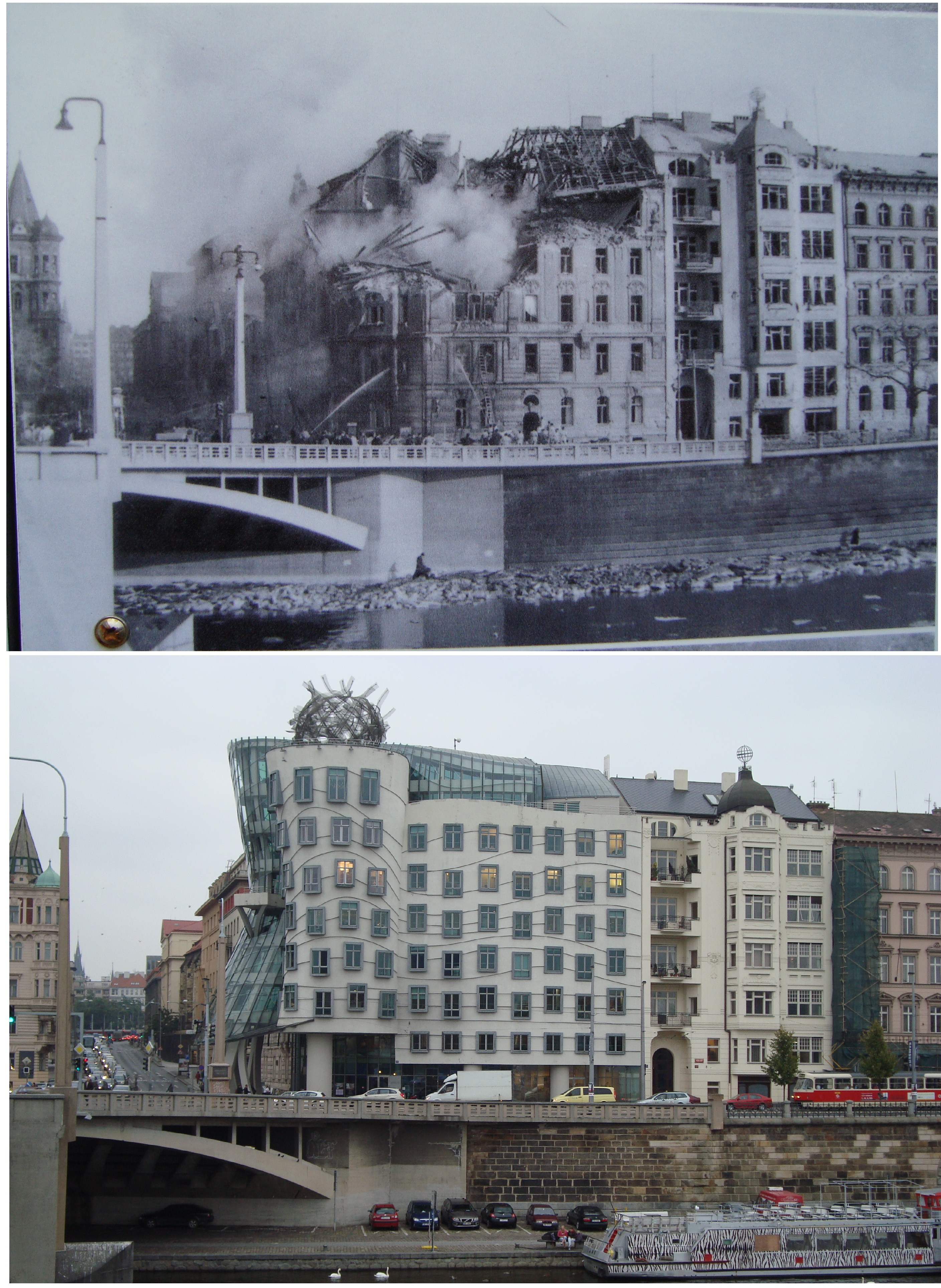
La parcela de la Casa Danzante en 1945 (arriba) y 2010 (abajo).

La Casa Danzante está situada en una parcela de gran importancia histórica. En ella se encontraba un edificio de apartamentos que fue destruido en 1945 por el bombardeo estadounidense de Praga durante la Segunda Guerra Mundial. Este edificio permaneció decrépito hasta 1960, cuando la parcela fue limpiada. La parcela contigua era copropiedad de la familia de Václav Havel, quien pasó la mayor parte de su vida allí. Ya en 1986, durante la época comunista, Vlado Milunić, entonces un respetado arquitecto en el entorno checoslovaco, concibió la idea de un proyecto en ese lugar y la discutió con su vecino Václav Havel, entonces un disidente poco conocido. Unos pocos años más tarde, durante la Revolución de Terciopelo, Havel se convirtió en un líder popular y posteriormente fue elegido presidente de Checoslovaquia. Gracias a su autoridad, creció la idea de construir en la parcela. Havel encargó a Milunić que topografiara la parcela, con la esperanza de que se convirtiera en un centro cultural, aunque este no sería el resultado final.
La aseguradora neerlandesa Nationale-Nederlanden (ING Bank entre 1991 y 2016) aceptó patrocinar la construcción de un edificio en la parcela. El banco eligió a Milunić como diseñador principal y le pidió que se asociara con un arquitecto de fama mundial. El francés Jean Nouvel rechazó la propuesta debido a la pequeña superficie de la parcela, pero el canadiense-estadounidense Frank Gehry aceptó la invitación. Debido a la buena situación financiera del banco en esa época, pudo ofrecer una financiación casi ilimitada para el proyecto. A partir de su primera reunión en Ginebra en 1992, Gehry y Milunić desarrollaron la idea original de Milunić de un edificio con dos partes, una estática y otra dinámica («el yin y el yang»), con lo que pretendían simbolizar la transición de Checoslovaquia de un régimen comunista a una democracia parlamentaria.

## Diseño

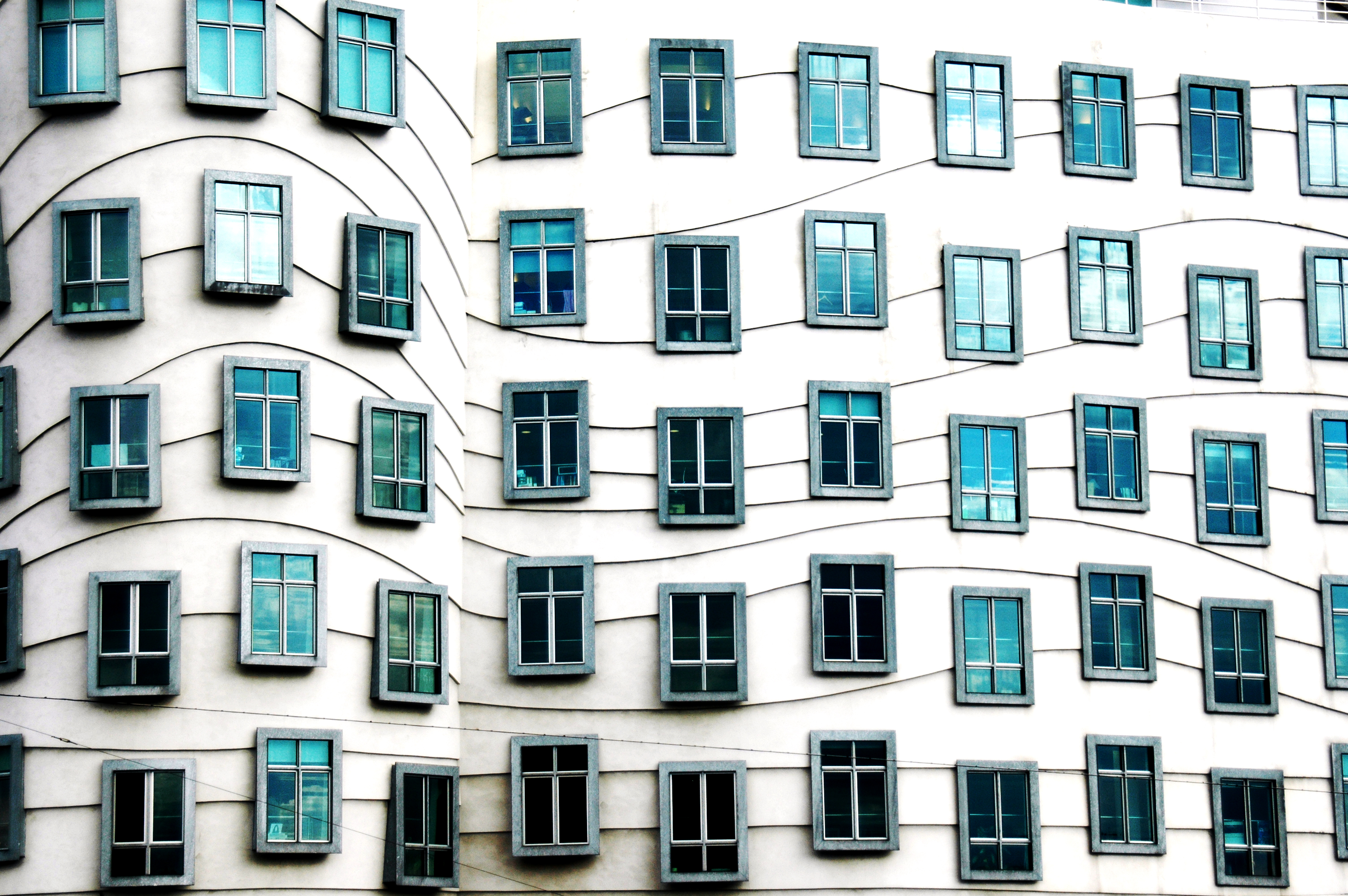
Detalle de las ventanas de la Casa Danzante.

El estilo arquitectónico del edificio es deconstructivista («nuevo barroco» según sus diseñadores) debido a su forma inusual. La forma «danzante» está sostenida por noventa y nueve paneles de hormigón, cada uno de ellos con una forma y dimensiones diferentes. En la cima del edificio hay una gran estructura metálica retorcida llamada Medusa. Situada en una manzana de edificios de los siglos xviii y xix, la Casa Danzante está compuesta por dos partes principales: la primera es una torre de cristal que se estrecha a la mitad de su altura y está sostenida por pilares curvos, mientras que la segunda es una torre de piedra paralela al río que se caracteriza por sus molduras onduladas y sus ventanas no alineadas. Los bailarines Fred Astaire y Ginger Rogers están representados en el edificio: la torre de piedra con la estructura metálica como cabeza representa a Fred y la torre de vidrio representa a Ginger.
Este diseño fue dictado principalmente por consideraciones estéticas: unas ventanas alineadas habrían hecho evidente que la Casa Danzante tiene dos plantas más que los dos edificios adyacentes del siglo xix, aunque son de su misma altura. Las ventanas tienen marcos salientes, como los de los cuadros, porque el arquitecto quería que tuvieran un efecto tridimensional. Las molduras onduladas de la fachada también sirven para confundir la perspectiva y disminuir el contraste con los edificios contiguos.

## Interior
La arquitecta checa-británica Eva Jiřičná diseñó la mayor parte de los interiores. El edificio tiene nueve plantas de altura y dos sótanos. La configuración de cada planta varía debido a la forma asimétrica del edificio, lo que hace que las habitaciones interiores también sean asimétricas. Las zonas comerciales del edificio están en el vestíbulo y la primera planta. Las seis plantas que están encima se usan principalmente como espacio de oficinas. La novena planta alberga un restaurante. Dado que el edificio tiene una forma esbelta y está dividido verticalmente en dos partes, el espacio de oficinas es limitado. Para aprovechar al máximo el espacio, Jiřičná usó elementos de diseño habituales en barcos y pasillos pequeños. La superficie interior total del edificio es de 3796 m².
En 2016, en el curso de cinco meses, dos plantas del edificio fueron renovadas y convertidas en un hotel de veintiuna habitaciones por Luxury Suites s.r.o. El hotel también tiene apartamentos en cada una de las dos torres llamadas en honor a Fred y Ginger. Actualmente, en la séptima planta está el restaurante Ginger & Fred y hay un bar de cristal en la octava planta. El edificio también alberga una galería de arte.

## Premios

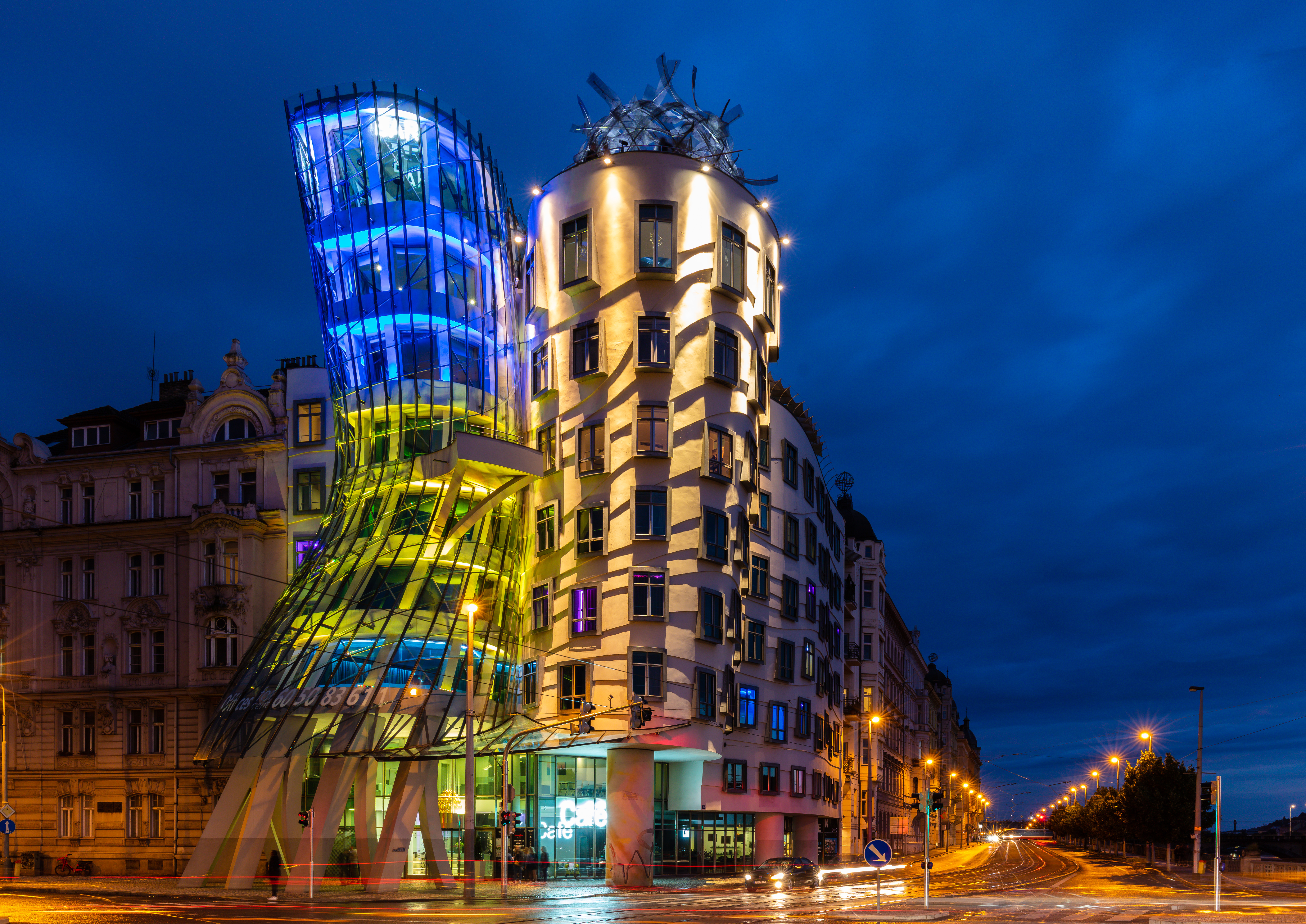
La Casa Danzante por la noche.

El edificio aparece en una moneda de oro de dos mil coronas checas emitida por el Banco Nacional Checo. La moneda completa una serie llamada «Diez siglos de arquitectura». En 1997, la Casa Danzante ganó el concurso de diseño de la revista Time. La Casa Danzante también fue elegida por el Architekt Magazine como uno de los cinco edificios más importantes de la década de 1990.

## Críticas
La Casa Danzante también ha sido criticada por inapropiada en la clásica ciudad de Praga. Su diseño deconstructivista es controvertido porque rompe la estética de los edificios barrocos, góticos y modernistas por los que es conocida la capital checa. Algunos críticos y ciudadanos consideran que su estilo, su forma, su fuerte asimetría y sus materiales están fuera de lugar.